# Mesodorylaimus tholocercus
Mesodorylaimus tholocercus is een rondwormensoort uit de familie van de Dorylaimidae. De wetenschappelijke naam van de soort is voor het eerst geldig gepubliceerd in 1968 door Andrássy.